# 蛇の目
蛇の目（じゃのめ）とは、同心円を基調にした模様である。ヘビの目から名づけられた。

## 記号
黒い円の中心を同心円で白抜きした図形、もしくは幅広の輪による円形の図形を蛇の目という。英語でいう「fisheye（魚の目）」は「鯛の目」という別の模様である。以下のほとんどの説明は混同されている。

### 用法
- 日本式の天気記号で、霧を表す。

日本式天気記号「霧」

- UMLのステートマシン図やアクティビティ図などでは、終了状態を表す。
- 星図では変光星を表す。
- 箇条書きのビュレットとして。（新聞などでは改行せずに蛇の目のみで箇条書きすることもある）
- 日本語の圏点として。
- 太陽のシンボルとして、錬金術記号、ヒエログリフ、初期の中国の漢字に使用された。太陽質量を表すマークにも使用される。

### 符号位置
| 記号 | Unicode | JIS X 0213 | 文字参照                  | 名称 Name                                    |
| ---- | ------- | ---------- | ------------------------- | -------------------------------------------- |
| ⊙    | U+2299  | -          | &odot; &#x2299; &#8857;   | CIRCLED DOT OPERATOR                         |
| ◉    | U+25C9  | 1-3-27     | &#x25C9; &#9673;          | Fisheye tainome (Japanese, a kind of bullet) |
| ☉    | U+2609  | -          | &#x2609; &#9737;          | SUN                                          |
| ⦿    | U+29BF  | 1-3-26     | &ofcir; &#x29BF; &#10687; | 丸中黒 Circled Bullet                        |
| ⨀    | U+2A00  | -          | &xodot; &#x2A00; &#10752; | N-ARY CIRCLED DOT OPERATOR                   |

## 家紋

弦巻紋 蛇の目（白黒を反転させるべき）

蛇の目（じゃのめ）は日本の家紋「弦巻紋」の一種である。
弦巻は弓の弦を巻着付けるために腰あたりに付ける、籐などでできた武具である。その形状が蛇の眼に似ていることから、蛇の目と呼ばれるようになった。
単体で、または組合せるなどして用いられる。単独の「蛇の目」のほかに「三つ盛蛇の目」「蛇の目九曜」などの種がある。主に、外枠として用いられるときは、輪紋の「太輪」より太い「厚輪」、それより太い輪のことを「蛇の目輪（じゃのめわ）」という。

### 用例
加藤清正などの加藤氏や堀氏などが用いた。
安土桃山時代の軍旗では、石川忠総が「浅葱地に蛇の目」として用いた。

## 蛇の目の付く言葉

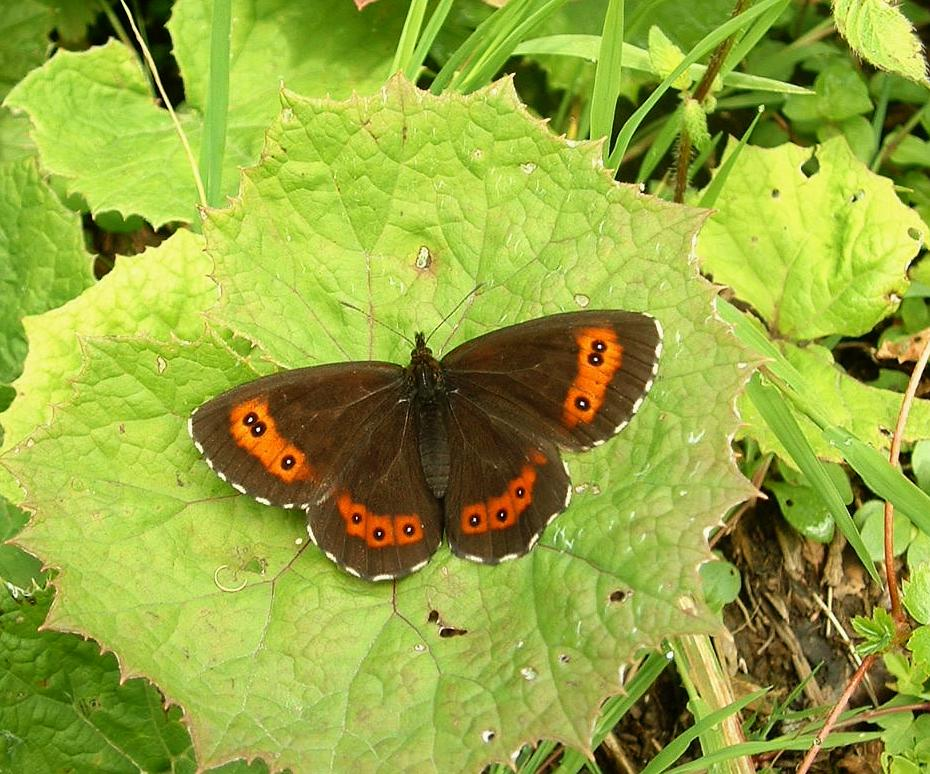
ジャノメチョウ

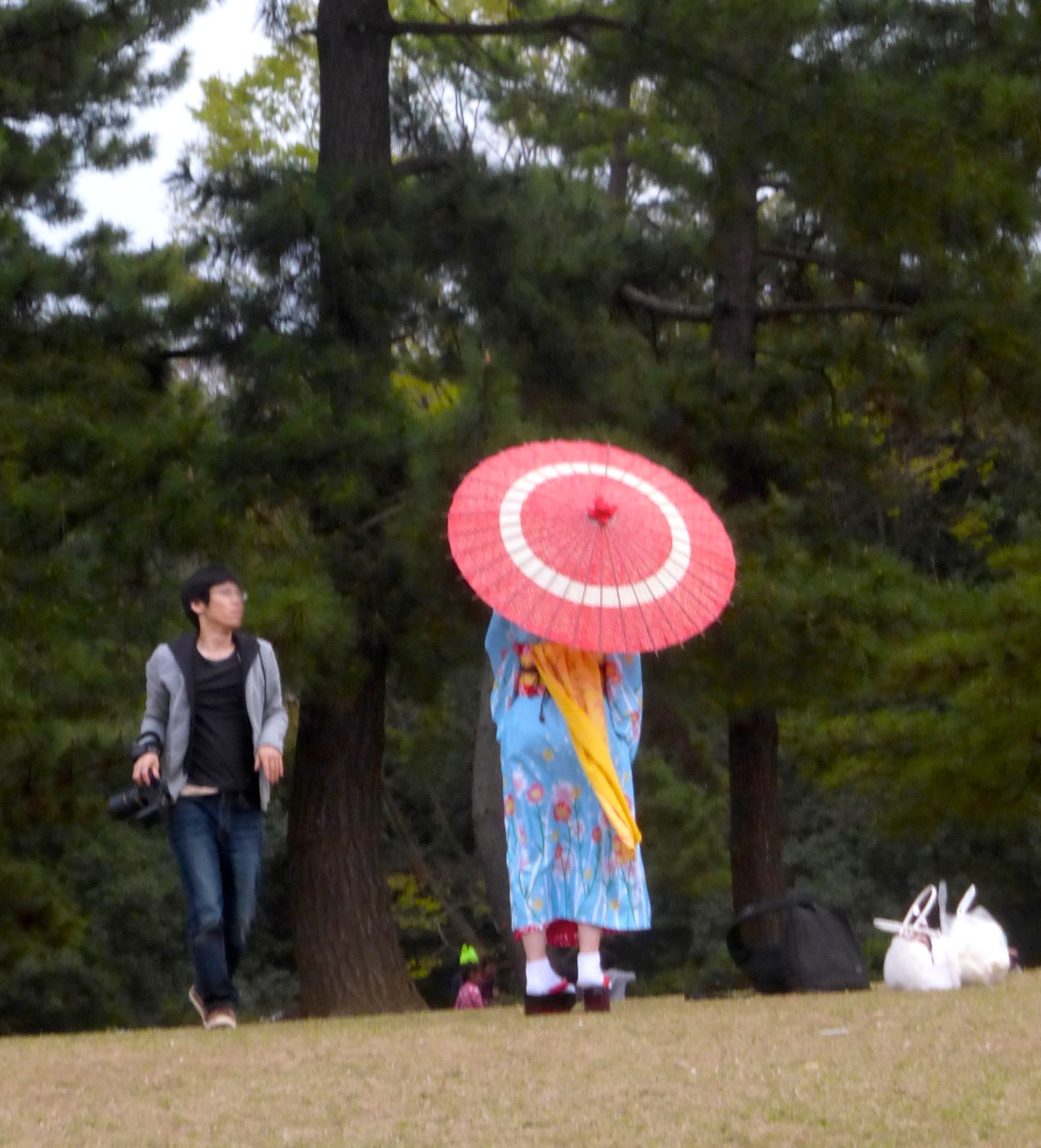
蛇の目傘
畳んだ状態が細身の和傘である。本来は蛇の目に見えるように紙を張り付けたものをいった。北原白秋作詞の童謡「あめふり」の歌詞にある「じゃのめ」は蛇の目傘のことである（詳細は当該項目を参照）。
また、落語『中村仲蔵』の別称。
蛇の目の砂
相撲で、土俵際の判定のために整備される土俵のすぐ外に撒かれる砂のこと。かつて土俵が2重であったときの名残である。
蛇の目猪口
酒や醤油の品質を確かめるために用いられる猪口には、濁りをみるために底に青色の輪の模様が入っている。利き猪口ともいう。
生物の和名
主に、目のような模様がある生物に付けられる。ジャノメチョウ、ジャノメイシガメ、ジャノメドリ、ジャノメエリカ、ジャノメソウなど。
国籍表示の異称
ラウンデル（英語: Roundel）と呼ばれる、円輪の中に丸点を描いた国籍表示、特に航空機に用いられる標識の異称。

## 生物学
上記のように目玉のような模様は様々な生物に見られる。その一部は擬態や警告色などとの関係が考えられ、総じて眼状紋と呼ばれる。詳細は該当記事を参照されたい。

## その他
日本鉱業（現：JX金属）の社章。「蛇の目印」として商標登録されており、同社製品に用いられていた。
アイボール鉛筆株式会社が自社の一部の鉛筆に“JANOME”のロゴと共にトレードマークとして用いている。